# Amiot 110
El Amiot 110, conocido también como Amiot-SECM 110, fue un prototipo de avión de combate ligero monoplaza francés del período de entreguerras.

## Diseño y desarrollo
El Amiot 110 fue diseñado como un contendiente en el concurso de interceptor ligero conocido como "Jockey", que consistía en hacer que los aparatos completamente metálicos fueran más ligeros que los tradicionales de madera y lona, compitiendo contra otros nueve modelos.
Era un monoplano de ala en parasol arriostrada por soportes, con una estructura completamente metálica y fuselaje de recubrimiento metálico. El primer prototipo tenía un ala recubierta de tela, reemplazada por un recubrimiento metálico en el segundo, arriostrada a cada lado por un par de puntales en forma de V. Tenía un tren de aterrizaje fijo convencional y estaba amortiguado por la interposición de bloques de goma. En la base de los soportes, un ala embrionaria proporcionaba sustentación adicional y, sobre todo, servía como depósito de combustible lanzable en vuelo. El conjunto se calculó con un coeficiente de seguridad de 18.

## Historia operacional
El primer vuelo del primer prototipo Amiot 110 C1 se produjo en junio de 1928, y parecía un candidato prometedor para ganar el concurso "Jockey". Se presentó en el Salón Aeronáutico de París el mismo año. Fue objeto de muchas pruebas de descenso en picado y en la última se estrelló el 1 de julio de 1929, donde murió el piloto, Pollon, debido a varios remaches sueltos y a fallos estructurales. No hubo más producción después de que un segundo prototipo fuera considerado inferior al Nieuport-Delage NiD 62, por lo que este fue el preferido por los servicios oficiales.

## Especificaciones
Referencia datos: Les Ailes, mayo de 1929.

### Características generales
- Tripulación: Uno (piloto)
- Longitud: 6,50 m
- Envergadura: 10,50 m
- Altura: 2,80 m
- Superficie alar: 21 m²
- Peso vacío: 1120 kg
- Peso cargado: 1500 kg
- Planta motriz: 1× motor lineal V-12 refrigerado por agua Hispano-Suiza 12Mb.
  - Potencia: 370 kW (500 hp)
- Hélices: Bipala

### Rendimiento
- Velocidad máxima operativa (Vno): 290 km/h a nivel de suelo; 275 km/h a 4000 m (13 000 pies)
- Velocidad de entrada en pérdida (Vs): 95 km/h
- Alcance: 499 km[1]
- Techo de vuelo: 8000 m (26 000 pies)
- Carga alar: 71,4 kg/m² (14,6 lb/sq ft)
  - Tiempo a altitud: 8 min a 4000 m (13 000 pies)

  - Velocidad de aterrizaje: 80 km/h

### Armamento
- Ametralladoras: 

  - 2x Vickers de 7,70 mm[1]